# People (album Barbra Streisand)
| Recensione | Giudizio |
| ---------- | -------- |
| AllMusic   |          |

People è il quarto album in studio della cantante statunitense Barbra Streisand, pubblicato nel 1964 dalla Columbia Records.

## Tracce
Lato A
1. Absent Minded Me – 3:10 (Merrill, Styne)
2. When In Rome (I Do As The Romans Do) – 3:01 (Coleman, Leigh)
3. Fine And Dandy – 2:53 (Swift, James)
4. Supper Time – 2:50 (Berlin)
5. Will He Like Me? – 2:36 (Bock, Harnick)
6. How Does The Wine Taste? – 2:37 (Dubey, Karr)

Lato B
1. I'm All Smiles – 2:11 (Leonard, Martin)
2. Autumn – 1:59 (Maltby, Shire)
3. My Lord And Master – 3:01 (Hammerstein II, Rodgers)
4. Love Is A Bore – 2:11 (Cahn, Van Heusen)
5. Don't Like Goodbyes – 3:16 (Arlen, Capote)
6. People – 3:40 (Merrill, Styne)

## Classifiche
| Classifica (1964) | Posizione massima |
| ----------------- | ----------------- |
| Stati Uniti       | 1                 |

## Riconoscimenti
- 1965 - Grammy Award
  - Miglior interpretazione vocale femminile a Barbra Streisand
  - Miglior copertina a Robert Cato e Don Bronstein
  - Miglior arrangiamento strumentale per accompagnamento vocale a Peter Matz
  - Nomination Album dell'anno a Barbra Streisand